# Zubajda bint Dżafar
Zubajda bint Dżafar (arab. زبيدة بنت جعفر ابن المنصور) właśc. Amat al-ʿAzīz (zm. 831/832) – żona kalifa z dynastii Abbasydów Haruna ar-Raszida (763–809), znana z działalności na rzecz pielgrzymów i budowy infrastruktury wodnej w Mekce oraz wzdłuż szlaku pielgrzymkowego z Iraku do świętych miejsc islamu na Półwyspie Arabskim, nazwanego jej imieniem – Darb Zubajda (tłum. szlak Zubajdy).

## Życiorys
Zubajda była wnuczką kalifa Al-Mansura (ok. 712–775), żoną kalifa z dynastii Abbasydów Haruna ar-Raszida (763–809) i matką kalifa Al-Amina (787–813). Właściwie nazywała się Amat al-ʿAzīz, lecz znana jest pod pieszczotliwym przydomkiem nadanym jej przez dziadka – zubajda (tłum. mała kulka masła).
Zubajda znana była z działalności na rzecz pielgrzymów. Ufundowała ze środków własnych infrastrukturę dla zapewnienia wody pitnej w Mekce i wzdłuż szlaku pielgrzymkowego z Iraku do świętych miejsc islamu, nazwanego jej imieniem – Darb Zubajda (tłum. szlak Zubajdy). Zbudowała studnie, zbiorniki na wodę i domy pielgrzyma przynajmniej w 10 stacjach, trzy stacje zostały nazwane jej imieniem. Sama odbyła hadżdż pięć lub sześć razy, a jej mąż sześć lub dziewięć.
Jej imię kojarzone jest z luksusem z okresu najwyższej świetności Abbasydów – według opowieści z tego okresu Zubajda miała nosić pantofle wyszywane szlachetnymi kamieniami i spożywać posiłki ze srebrnej lub złotej zastawy.
Postać Zubajdy pojawia się w Księdze tysiąca i jednej nocy.
Zubajda zmarła w roku 831/832.